# قائمة الأنمي
هذه قائمة بأسماء مسلسلات الأنمي اليابانية التي لم تدبلج إلى اللغة العربية.

## القائمة

### الأكشن
- ري:كرياتورز
- الفرسان والسحر
- سجلات اكاشيك من مدرب السحر النذل
- ناروتو
- ري:زيرو
- دراغون بول
- أكادميتي للأبطال
- بليتش
- سول إيتر
- فيري تيل
- داركر ذان بلاك
- بلاسريتر
- بامبكين سيزرز
- بيرسيرك
- جلجامش
- كوروزوكا
- بلود+
- هيرويك إيج
- دورارارا!!
- المقيم الأبدي
- ناباري نو أو
- تو أرو ماجوتسو نو إندكس
- تو أرو كاغاكو نو
- غينتاما
- لاينباريل الحديدي
- كاتيكيو هيتمان ريبورن!
- ساموراي ديبر كيو
- ساموراي تشامبلو
- ون بنش مان
- أجين
- هجوم العمالقة
- القناص
- قاتل الشياطين

### الرياضة
- يوري على جليد
- هاجيمي نو إيبو
- أمير التنس
- فري!
- هيكارو نو غو
- كوروكو نو باسكت
- هايكيو
- أبطال الكرة
- سلام دانك

### الفنتازيا
- إعادة تهيئة ساغرادا
- تسوباسا كرونيكل
- دي جرايمان
- أكيكان
- روزن ميدن
- كوروشيتسوجي
- باكانو!

### الكوميديا
- أهو غيرل
- غريت تيتشر أونيزوكا
- سكول رامبل
- النجم المحظوظ
- صراع الاخوة
- بامبو بليد
- المعلم الساحر نيغيما!
- كيو كارا ماو!
- أوكيكو فوريكابوتيه

### الدراما
- الحب والكذب
- تورادورا!
- روميو x جولييت
- الأمنية المزدوجة
- فامباير نايت
- كلاناد
- نادي مضيفي ثانوية أوران
- سوزوكا
- طوكيو ماغنيتود 8.0
- سيتو نو هانايومي

### الغموض
- مفكرة الموت
- ري:كرياتورز
- القرية المفقودة
- بيرسونا: ترينيتي سول
- نزيل الظلام
- جيغوكو شوجو
- أنَذَر
- موشيشي
- عدن الشرق
- أجين
- ديتاتي كونان

### الخيال العلمي
- كوكب ملك الوحوش
- بلاك بلاد براذرز
- أفرو ساموراي
- الإنسان المتطور كاشان
- كاشرن سينز
- كيميائي الفولاذ

### الميكا
- كود جياس
- نيون جينيسيس إيفانجيليون
- ذا بيغ أو
- إيوريكا سفن

### المغامرات
- ون بيس
- لوبين الثالث
- روروني كينشين
- بوسو رينكين
- شيغوروي
- سايونارا زتسبو سينسيه
- زيرو نو تسكايما
- وولفز راين

### الرعب
- حكايات أشباح المدرسة
- غوست هنت
- طوكيو غول
- هجوم العمالقة
- أجين